# داگلاس دسوزا
داگلاس دسوزا (ژاپنی: 太倉坐 ドゥグラス؛ زادهٔ ۷ مارس ۱۹۸۷) یک بازیکن فوتبال اهل ژاپن است.
از باشگاه‌هایی که در آن بازی کرده‌است می‌توان به باشگاه فوتبال مونتدیو یاماگاتا اشاره کرد.